# Cala en Tugores
Cala en Tugores és una platja verge d'arena i roques, situada a cavall dels municipis de Ses Salines i Santanyí, que forma una entrant de mar encaixonat, entre les roques del Barco Esfondrat i la punta de s'Aranyó.
L'accés a la platja es fa exclusivament a peu, ja sigui des del cap de ses Salines, recorrent el litoral al llarg de 3,6 quilòmetres, o des de Colònia de Sant Jordi, costejant les platges (des Port, es Dolç, es Carbó…) durant un recorregut de 5,4 quilòmetres.
Aquest arenal està poblat per pins blancs, savines i arbusts deformats pel vent de component sud. La cala, com la majoria del litoral de Ses Salines i part del de Santanyí limita amb la finca de sa Vall; precisament a l'interior d'aquesta finca, i molt a prop de la Cala, s'hi troba l'Estany de ses Gambes, una de les úniques llacunes endorreiques de Mallorca. Un mantell de posidònia morta, d'un metre d'espessor, recobreix la seva costa. Les aigües de la cala són molt superficials, a 200 metres de la costa tan sols es registra una profunditat d'un metre i mig.